# Novokrasnopil, Tomakivka
Novokrasnopil (în ucraineană Новокраснопіль) este un sat în comuna Zelenîi Hai din raionul Tomakivka, regiunea Dnipropetrovsk, Ucraina.

## Demografie
Componența lingvistică a localității Novokrasnopil
     Ucraineană (86,36%)
     Rusă (13,64%)
Conform recensământului din 2001, majoritatea populației localității Novokrasnopil era vorbitoare de ucraineană (86,36%), existând în minoritate și vorbitori de rusă (13,64%).